# 1988 في المملكة المتحدة
فيما يلي قوائم الأحداث التي وقعت خلال عام 1988 في المملكة المتحدة.

## أحداث
- 21 ديسمبر – بان أم الرحلة 103

## رياضة
- 1 يناير – بطولة ويمبلدون 1988
- 7 أغسطس – جائزة بريطانيا الكبرى للدراجات النارية 1988

## ظهور
- 1 يناير – هالو

## أفلام
من الأفلام التي صدرت هذه السنة في المملكة المتحدة:
- 1 يناير – إمبراطورية الشمس من إخراج ستيفن سبيلبرغ.
- 1 يناير – تخيل: جون لينون من إخراج Andrew Solt [الإنجليزية]‏.
- 1 يناير – دوريت الصغيرة من إخراج Christine Edzard [الإنجليزية]‏.
- 1 يناير – علاقات خطرة من إخراج ستيفن فريرز.
- 1 يناير – موعد مع الموت من إخراج مايكل وينر.
- 7 يوليو – سمكة تدعى وندا من إخراج جون كليز، تشارلز كريتون [الإنجليزية]‏.

## برامج ومسلسلات وأنمي
- السنافر

## كتب
من الكتب التي صدرت هذه السنة في المملكة المتحدة:
- 1 يناير – تاريخ موجز للزمن من تأليف ستيفن هوكينج.
- 1 أغسطس – حياة كريستوفر شانت من تأليف ديانا وين جونز.
- 1 سبتمبر – آيات شيطانية من تأليف سلمان رشدي.

## مواليد

### يناير
- 1 يناير – جوفان أديبو
- 1 يناير – جيد ويليامز مغنية بريطانية.
- 3 يناير – جوني إيفانز لاعب كرة قدم إنجليزي.
- 4 يناير – ريان هال لاعب كرة قدم إنجليزي.
- 6 يناير – ماركوس بالمر لاعب كرة قدم من المملكة المتحدة.
- 8 يناير – مايكل مانسيان لاعب كرة قدم سيشلي.
- 13 يناير – جورجي جنت لاعبة كرة مضرب بريطانية.
- 16 يناير – إف كيه إيه تويغز
- 21 يناير – بن ترنر لاعب كرة قدم من المملكة المتحدة.
- 25 يناير – آدم هامل لاعب كرة قدم بريطاني.

### فبراير
- 12 فبراير – جوردن روبرتسون لاعب كرة قدم إنجليزي.
- 18 فبراير – مارك ديفيز لاعب كرة قدم إنجليزي.
- 21 فبراير – إدوارد كوري لاعب كرة مضرب من المملكة المتحدة.
- 29 فبراير – سكوت غولبورن لاعب كرة قدم إنجليزي.

### مارس
- 2 مارس – جيمس أرثر
- 3 مارس – لوسي كوليت
- 3 مارس – مايكل جونسون لاعب كرة قدم إنجليزي.
- 4 مارس – جوشوا بومان ممثل بريطاني.
- 4 مارس – ستيفن بيرك
- 5 مارس – تريفور كارسون لاعب كرة قدم أيرلندي شمالي.
- 10 مارس – سكوت ديفيز لاعب كرة قدم إنجليزي.
- 12 مارس – توبي ماركهام متسابق دراجات نارية من المملكة المتحدة.
- 17 مارس – فريزر فورستر لاعب كرة قدم إنجليزي.
- 21 مارس – لي كاترمول لاعب كرة قدم إنجليزي.
- 23 مارس – جيسون كيني
- 26 مارس – جورج جروفز ملاكم من المملكة المتحدة.
- 27 مارس – جيسي جي
- 27 مارس – هوليداي غراينغر
- 31 مارس – كونراد سويل
- 31 مارس – هوغان إبراهيم لاعب كرة قدم إنجليزي.

### أبريل
- 1 أبريل – إد درويت مغني ومؤلف من المملكة المتحدة.
- 2 أبريل – ريتشارد مارتينيز لاعب كرة قدم من الولايات المتحدة الأمريكية.
- 4 أبريل – فرانك فيلدينغ لاعب كرة قدم إنجليزي.
- 6 أبريل – مايك بيلي ممثل بريطاني.
- 13 أبريل – ليام والكر لاعب كرة قدم بريطاني.
- 15 أبريل – إيليزا دوليتل مغنية بريطانية.
- 25 أبريل – جوناثان بيلي ممثل بريطاني.

### مايو
- 3 مايو – مايكل كيوانوكا
- 4 مايو – ديفيد غراي لاعب كرة قدم إنجليزي.
- 5 مايو – أديل مغنية إنجليزية.
- 9 مايو – ماثيو برايان أمانينغ لاعب كرة سلة بريطاني.
- 10 مايو – آدم لالانا لاعب كرة قدم إنجليزي.
- 24 مايو – بن هاورد
- 29 مايو – سيب هاينز لاعب كرة قدم إنجليزي.

### يونيو
- 1 يونيو – جرايام أونز لاعب كرة قدم إنجليزي.
- 17 يونيو – شون ماكدونالد لاعب كرة قدم ويلزي.
- 22 يونيو – كارلا كروم ممثلة بريطانية.
- 22 يونيو – كيران لي لاعب كرة قدم بريطاني.
- 23 يونيو – كف كوغلان متسابق دراجات نارية من المملكة المتحدة.
- 24 يونيو – ميكاه ريتشاردز لاعب كرة قدم إنجليزي.

### يوليو
- 8 يوليو – دان لينفوت متسابق دراجات نارية من المملكة المتحدة.
- 11 يوليو – ديمون غراي لاعب كرة قدم إنجليزي.
- 13 يوليو – توليسا
- 14 يوليو – جايمس فاغان لاعب كرة قدم إنجليزي.
- 19 يوليو – جون رايدر
- 20 يوليو – كريس باشام لاعب كرة قدم إنجليزي.
- 23 يوليو – بول أندرسون لاعب كرة قدم إنجليزي.
- 28 يوليو – ريبيكا وليامز
- 28 يوليو – ليام سميث ملاكم من المملكة المتحدة.

### أغسطس
- 5 أغسطس – جايلز بارنز لاعب كرة قدم إنجليزي.
- 8 أغسطس – بياتريس دوق يورك
- 12 أغسطس – تايسون فيوري
- 14 أغسطس – آنا سميث لاعبة كرة مضرب بريطانية.
- 14 أغسطس – كريس جنكينز
- 18 أغسطس – جاك هوبز لاعب كرة قدم بريطاني.
- 20 أغسطس – مارك ليتل لاعب كرة قدم إنجليزي.
- 24 أغسطس – روبرت غرينت ممثل إنجليزي.
- 25 أغسطس – أليكسندرا بورك مغنية من المملكة المتحدة.
- 28 أغسطس – راي جونز لاعب كرة قدم بريطاني.
- 29 أغسطس – هاري أيكينيس أرييتي عداء سرعة من المملكة المتحدة.

### سبتمبر
- 5 سبتمبر – جون برادلي ممثل بريطاني.
- 7 سبتمبر – كريغ ليندفيلد لاعب كرة قدم بريطاني.
- 16 سبتمبر – دانيال كلارك لاعب كرة سلة من المملكة المتحدة.
- 18 سبتمبر – جيمس بيلي لاعب كرة قدم إنجليزي.
- 22 سبتمبر – نيكي فيذرستون لاعب كرة قدم إنجليزي.
- 23 سبتمبر – شانازي ريد درّاجة طريق من المملكة المتحدة.
- 23 سبتمبر – لوك جونز متسابق دراجات نارية من المملكة المتحدة.
- 29 سبتمبر – أليز ليلي منتر

### أكتوبر
- 2 أكتوبر – جاك كوليسون لاعب كرة قدم إنجليزي.
- 3 أكتوبر – اليكس داوست
- 6 أكتوبر – ستيفن داربي لاعب كرة قدم إنجليزي.
- 9 أكتوبر – سكوت كويج ملاكم من المملكة المتحدة.
- 12 أكتوبر – كالم سكوت مغني ومؤلف من المملكة المتحدة.
- 29 أكتوبر – أندي كينغ لاعب كرة قدم إنجليزي.
- 31 أكتوبر – جوناثان سميث لاعب كرة قدم بريطاني.

### نوفمبر
- 4 نوفمبر – كريس مارتن لاعب كرة قدم إنجليزي.
- 4 نوفمبر – كيفين مكدونالد لاعب كرة قدم اسكتلندي.
- 7 نوفمبر – تيني تيمباه
- 9 نوفمبر – أليكس بيرس لاعب كرة قدم أيرلندي.
- 11 نوفمبر – بول بتلر ملاكم من المملكة المتحدة.
- 11 نوفمبر – كايل نوتون لاعب كرة قدم إنجليزي.
- 22 نوفمبر – جيمي كامبل باور
- 24 نوفمبر – أنتوني أغوغو ملاكم من المملكة المتحدة.
- 25 نوفمبر – جاي سبيرينغ لاعب كرة قدم إنجليزي.
- 28 نوفمبر – روبي ثريلفول لاعب كرة قدم إنجليزي.

### ديسمبر
- 1 ديسمبر – جاي سيمسون لاعب كرة قدم إنجليزي.
- 2 ديسمبر – ألفريد إينوك ممثل بريطاني.
- 5 ديسمبر – جوانا روسيل درّاجة طريق من المملكة المتحدة.
- 6 ديسمبر – جوناثان هوغ لاعب كرة قدم إنجليزي.
- 10 ديسمبر – سيمون تشرتش لاعب كرة قدم بريطاني.
- 13 ديسمبر – دارسي بلاك لاعب كرة قدم ويلزي.
- 15 ديسمبر – إليوت أوموزوسي لاعب كرة قدم نيجيري.
- 15 ديسمبر – إميلي هيد ممثلة بريطانية.
- 16 ديسمبر – آنا بوبلويل
- 24 ديسمبر – ماتي أسكين ملاكم من المملكة المتحدة.
- 28 ديسمبر – إلفين إيفانز سائق رالي من المملكة المتحدة.

## وفيات

### يناير
- 1 يناير – بيل تومسون (مواليد 1921)
- 1 يناير – جوان روبنسون (مواليد 1910)
- 1 يناير – جيمس روبرتسون (مواليد 1911) نفساني من المملكة المتحدة.
- 1 يناير – راي وايت (مواليد 1918) لاعب كرة قدم إنجليزي.
- 1 يناير – رون تومسون (مواليد 1921) لاعب كرة قدم من المملكة المتحدة.
- 7 يناير – تريفور هوارد (مواليد 1913)

### أبريل
- 2 أبريل – انتوني بيليسير (مواليد 1912) انتوني بيليسير.
- 15 أبريل – كينيث وليامز (مواليد 1926)
- 30 أبريل – ألكس ساندرس (مواليد 1926) متدين من المملكة المتحدة.

### مايو
- 24 مايو – فريدي فريث (مواليد 1909) متسابق دراجات نارية من المملكة المتحدة.

### أغسطس
- 28 أغسطس – هربرت بول جرايس (مواليد 1913)

### سبتمبر
- 11 سبتمبر – روجر هارجريفز (مواليد 1935)
- 25 سبتمبر – نيبر بات دالي (مواليد 1913)

### أكتوبر
- 9 أكتوبر – جاكي ميلبورن (مواليد 1924) لاعب كرة قدم إنجليزي.
- 24 أكتوبر – هارولد ميلر (مواليد 1902) لاعب كرة قدم إنجليزي.

### نوفمبر
- 12 نوفمبر – إيلين مكراكن (مواليد 1920) عالمة نبات أيرلندية.

### ديسمبر
- 1 ديسمبر – تومي ديفيس (مواليد 1920)
- 26 ديسمبر – جون لودر (مواليد 1898)
- 27 ديسمبر – فريدا جيمس (مواليد 1911) لاعبة كرة مضرب من المملكة المتحدة.